# Monselice
Monselice là một đô thị ở đông bắc Italia, vùng Veneto. Đô thị này thuộc tỉnh Padova, có cự ly khoảng 20 km về phía đông nam của thành phố Padova, tại rìa nam của đồi Euganea (Colli Euganei).
Các sân bay gần nhất là Venice (VCE) (60 km) và Bologna (BLQ) (100 km).